# فينس أوسوليفان
فينس أوسوليفان (بالإنجليزية: Vince O'Sullivan)‏ هو منافس ألعاب قوى أمريكي، ولد في 23 فبراير 1957 في لندن في المملكة المتحدة.

## وصلات خارجية
- فينس أوسوليفان على موقع أوليمبيديا (الإنجليزية)